# Sous les toits de Paris
«Sous les toits de Paris» (рус. Под крышами Парижа) — французская эстрадная песня в стиле вальса, написанная Раулем Моретти на слова Рене Назелле для одноимённого фильма 1930 года.
Эгон Шуберт и Эрнст Штеффан написали немецкий текст песни под названием «In Paris, in Paris sind die Mädels so süß» (рус. В Париже девушки так милы). В Германии её тогда же записали оркестры Пауля Годвина, Дайоса Бела (в обеих версиях вокальную партию исполнял Лев Моноссон), Марека Вебера, Эдди Валиса, Бернгарда Этте (с вокалом Курта Мюльгардта).
В 1961 году Сара Монтьель исполнила «Sous les toits de Paris» в испанском фильме «Pecado de Amor». В 1966 году немецкую версию записал австрийский артист Петер Александер.